# Bettina Böttinger

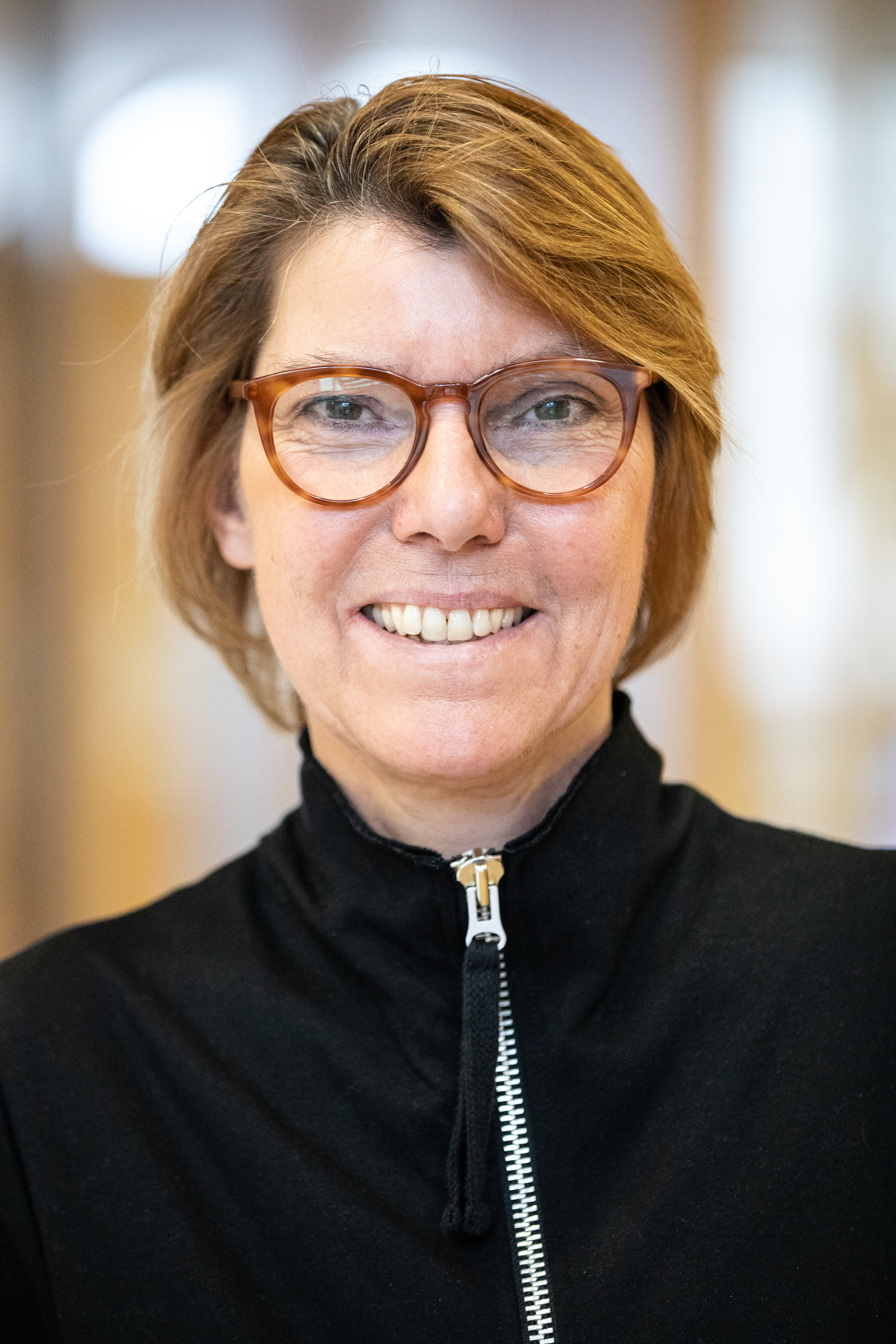
Bettina Böttinger (2020)

Bettina Maria Böttinger (* 4. Juli 1956 in Düsseldorf) ist eine deutsche Fernsehmoderatorin und Produzentin.

## Leben

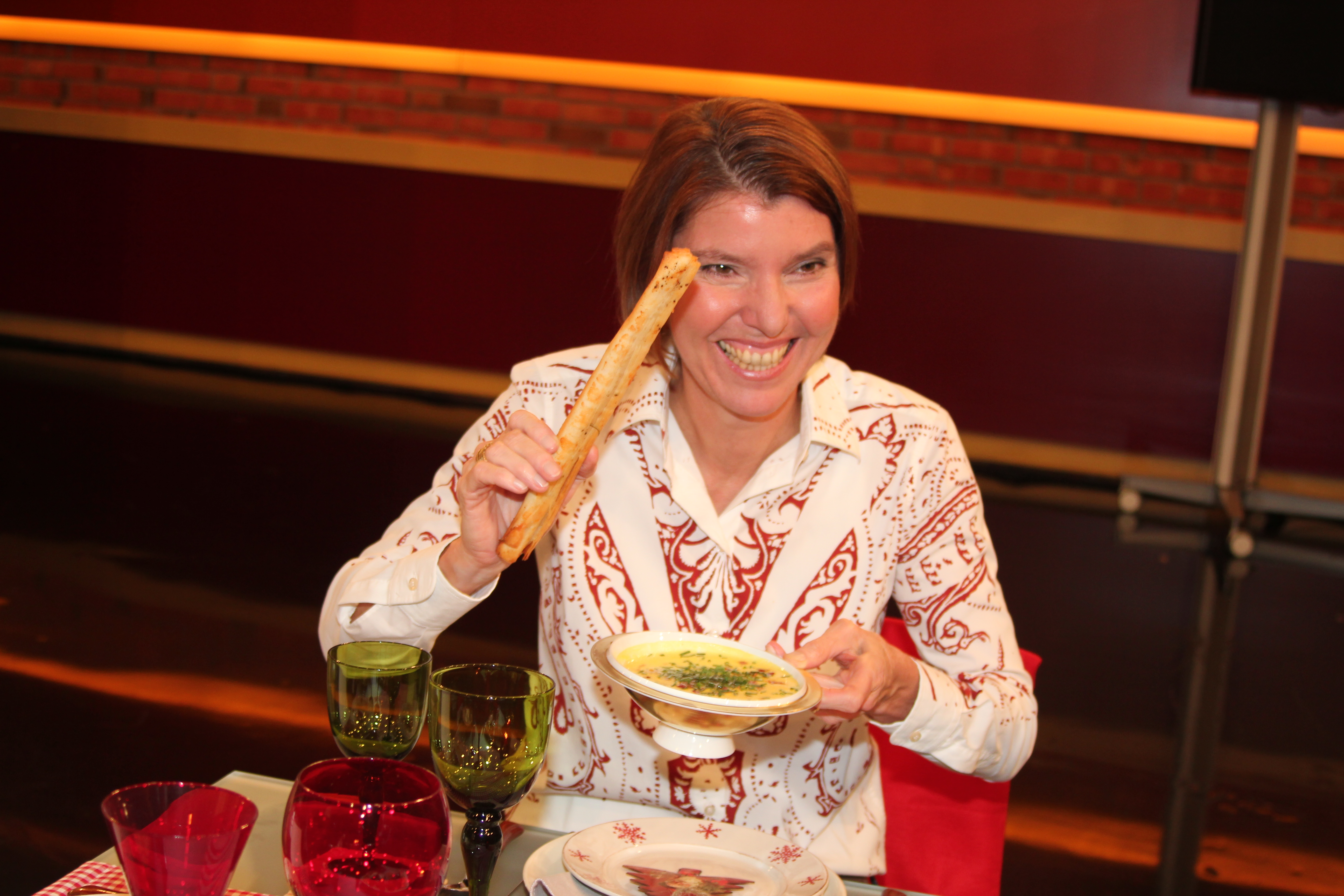
Bettina Böttinger (2010)

Bettina Böttinger ist die Tochter des Filmkaufmannes Wolfgang Böttinger; ihre Mutter war Sekretärin. Sie wuchs als Einzelkind bei ihrer Mutter auf, besuchte die Grundschule an der Gerresheimer Straße in Düsseldorf, eine „Zwergschule“ im Bergischen Land und das Düsseldorfer Goethe-Gymnasium. Nach dem Abitur 1975 begann sie ein Germanistik- und Geschichte-Studium an der Rheinischen Friedrich-Wilhelms-Universität in Bonn mit dem Berufsziel Lehrerin. Während des Studiums arbeitete sie für die Bonner Rundschau. Nach ihrem ersten Staatsexamen war sie ein Jahr lang für diese Regionalzeitung tätig, weil sie Journalistin werden wollte.
Im Frühjahr 1985 kam Böttinger zum WDR. Sie arbeitete für die Aktuelle Stunde und das Regionalbüro Bonn, von dem sie im November 1985 als Redakteurin übernommen wurde. Ab 1986 moderierte sie das Hörfunk-Magazin Zwischen Rhein und Weser und von 1986 bis 1991 das WDR-Folk-Festival. 1987 wechselte sie als Redakteurin der Hörfunksendung Echo West ins Landesstudio Dortmund. Ab 1988 führte sie regelmäßig durch die Fernsehsendung Hier und Heute, die sich mit Themen aus Nordrhein-Westfalen befasste. 1989 stieg sie zur Leiterin des WDR-Regionalbüros Bonn und im Juli 1991 zur Redaktionsgruppenleiterin Hier und Heute auf (bis Mai 1993).
Ab Dezember 1991 präsentierte sie die Medienshow Parlazzo. Mit dieser monatlichen WDR-Live-Sendung, die prominente Gäste, Streitgespräche und Musik bot, kam die Rundfunk-Journalistin zur Fernsehunterhaltung. Im Dezember 1995 übergab sie ihre Gastgeberrolle in Parlazzo an die Journalistin Sabine Brandi. Im September 1993 moderierte Böttinger erstmals B. trifft …, die etwas andere Talkshow, bei der zu jeder Sendung zwei Gäste eingeladen wurden, die vorab nicht wussten, wen sie zu einem gemeinsamen Gesprächsthema treffen würden. 1994 und 1996 wurde sie mit ihrer Freitagabend-Show für den Grimme-Preis nominiert. 1994 gründete sie die Produktionsfirma Encanto GmbH, mit der sie nicht nur B. trifft … herausbringt, sondern auch die Tier-Doku-Soaps Ein Heim für alle Felle (2000), Ein Doc für alle Felle (2001) und Pinguin, Löwe & Co. (seit 2006) sowie zusammen mit dem Tierpsychologen Martin Rütter die Hundesendungen Eine Couch für alle Felle (2003) und Ein Team für alle Felle (seit 2005).
2001 produzierte und moderierte sie für das WDR-Sommerprogramm die vierteilige Talk-Reihe Das schwarze Schaf. Im Juni 2004 wurde die letzte Folge von B. trifft … ausgestrahlt. Von 2004 bis 2005 moderierte sie das von ihr selbst produzierte Talkshow-Format Böttinger und seit März 2006 (zunächst zusammen mit Achim Winter) den Kölner Treff. Seit Januar 2007 führt sie im Wechsel mit Holger Noltze durch die Gesprächssendung West ART Talk. 2013 und 2014 führte sie im WDR-Fernsehen durch die Reportagereihe B. sucht. 1997 sowie von 2005 bis 2007 präsentierte sie die Verleihung des Grimme-Preises in Marl sowie von 2002 bis 2005 die Verleihung des Deutschen Kamerapreises in Köln. Im Januar 2006 moderierte sie für ihren Heimatsender die Jubiläumsveranstaltung 50 Jahre WDR – die Show. Im April 2021 startete Böttinger in Zusammenarbeit mit WDR 2 den Podcast Böttinger. Wohnung 17, in dem sie wöchentlich Gäste aus der LGBTQ-Community empfängt.
Am 27. Oktober 2023 beendete sie ihr Wirken beim Kölner Treff.

## Privatleben und soziales Engagement
Bettina Böttinger engagiert sich u. a. für die AIDS-Hilfe, seit 1996 für die Lobby für Mädchen in Köln, für burundikids und seit 1994 für die Frauenrechtsorganisation medica mondiale. Seit 2002 reiste sie für diesen Verein, der sich um traumatisierte Frauen und Mädchen in Kriegsgebieten kümmert, mehrfach nach Afghanistan.
Böttinger lief Marathon, erwarb 1999 die C-Lizenz für die Formel 3 und war Botschafterin der Gay Games 2010 in Köln. Sie lebt in Euskirchen-Kirchheim in der Voreifel und in Köln. Im Juli 2016 heiratete sie ihre langjährige Lebensgefährtin.

## Auszeichnungen
- Im Juni 2007 wurde Böttinger im Berliner Schloss Bellevue vom Bundespräsidenten Horst Köhler das Verdienstkreuz am Bande verliehen.[16]
- Im Oktober 2009 wurde ihr im Düsseldorfer Ständehaus vom Ministerpräsidenten Jürgen Rüttgers der Verdienstorden des Landes Nordrhein-Westfalen verliehen.[17]
- 2019 erhielt sie den Preis der Deutschen Akademie für Fernsehen  in der Kategorie Fernsehunterhaltung für die Produktion Der mit dem Wald spricht – unterwegs mit Peter Wohlleben (gemeinsam mit Henning Gode und Peter Wohlleben)

## Mediale Rezeption
- Bettina Maria Böttinger – Fast ein Selbstportrait – Ein Film von Klaus Michael Heinz (WDR Fernsehen, 8. Juli 2016)

## Werke
- Bettina Böttinger: Als Frau erst recht: zwölf Porträts. Econ, München 1998, 187 S., ISBN 3-430-11448-9.
- Doppelportraits: Portraits prominenter Gäste der WDR-Sendung „B.trifft“ / Fotografien von Michael Jaeger. In Zusammenarbeit mit Bettina Böttinger. [Red.: Peter Graf; Holger Möllenberg], 1. Aufl., M7-Verl., Köln 1999, 127 S., ISBN 3-934511-12-0.
- Martin Rütter, Bettina Böttinger (Hrsg.): Eine Couch für alle Felle: Probleme im Hundealltag? Analysen und Lösungen. vgs, Köln 2004, 125 S., ISBN 3-8025-1606-0.
- Martin Rütter, Ingrid Backes; Bettina Böttinger (Hrsg.): Eine Couch für alle Felle 2: tierische Probleme – leicht gelöst. Vgs, Köln 2004, 142 S., ISBN 3-8025-1639-7.
- Oscar Wilde: Der selbstsüchtige Riese: ein Märchen mit Musik für Klavier zu vier Händen und Sprecher; op. 20 a / Oscar Wilde. Von Stefan Heucke. Zeichnungen von Dominique Rebourgeon. Andreas Grau & Götz Schumacher, Klavier. Bettina Böttinger, Sprecherin. 1 CD, Schott International, Mainz 2003, ISBN 3-7957-0498-7.